# Oración a la Bandera Salvadoreña
La Oración a la Bandera Salvadoreña, escrita en 1916 por el doctor David Joaquín Guzmán, es un símbolo patrio de El Salvador, siendo reconocido oficialmente como tal por la Asamblea Legislativa el 22 de febrero de 2001.

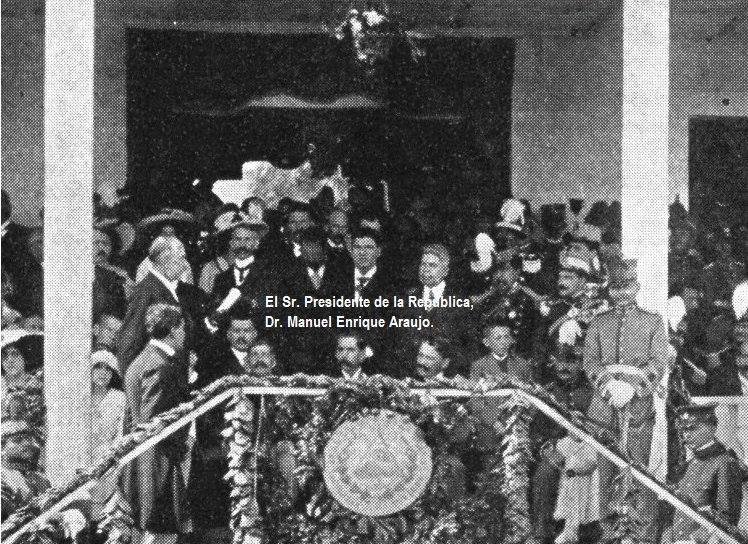
El Dr. Guzmán junto al Presidente de la República, Dr. Manuel Enrique Araujo, durante la conmemoración del centenario del primer movimiento independentista en San Salvador de 1811.

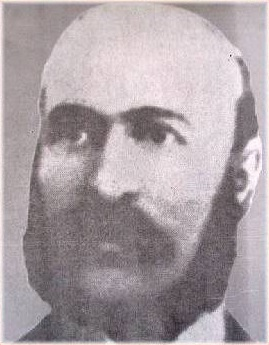
David Joaquín Guzmán, autor de la Oración a la Bandera Salvadoreña.

Fue en el año de 1916, cuando era Presidente de la República el señor Carlos Meléndez, que el doctor David Joaquín Guzmán ganó un concurso literario que fue convocado por el Ministerio de Instrucción Pública para crear una Oración a la Bandera Salvadoreña. Pero no sería hasta la emisión del Decreto Legislativo N.º 308, del 22 de febrero de 2001, publicado en el Diario Oficial N.º 47, Tomo N.º 350, del 6 de marzo de 2001, por medio del cual la Asamblea Legislativa decidió reformar el Artículo 18 de la Ley de Símbolos Patrios de 1972, que dicho poema cívico tendría reconocimiento oficial como símbolo patrio de la República de El Salvador.
«ORACIÓN A LA BANDERA SALVADOREÑA»
Dios te salve, Patria Sagrada,

en tu seno hemos nacido y amado;
eres el aire que respiramos,

la tierra que nos sustenta,

la familia que amamos,

la libertad que nos defiende,

la religión que nos consuela.

Tú tienes nuestros hogares queridos,

fértiles campiñas,

ríos majestuosos,

soberbios volcanes,

apacibles lagos,

cielos de púrpura y oro.

En tus campos ondulan doradas espigas,

en tus talleres vibran los motores,

chisporrotean los yunques,

surgen las bellezas del arte.

Patria,

en tu lengua armoniosa
   
pedimos a la Providencia que te ampare,

que abra nuestra alma al resplandor del cielo,

grabe en ella dulce afecto al Maestro y a la Escuela

y nos infunda tu santo amor.

Patria,

tu historia,

blasón de héroes y mártires,

reseña virtudes y anhelos;

tú reverencias el Acta que consagró la soberanía nacional

y marcas la senda florida

en que la Justicia y la Libertad nos llevan hacia Dios.

¡Bandera de la Patria,

símbolo sagrado de El Salvador,

te saludan reverentes las nuevas generaciones!

Para ti el sol vivificante de nuestras glorias,

los himnos del patriotismo,

los laureles de los héroes.

Para ti el respeto de los pueblos

y la corona de amor 

que hoy ceñimos a tus inmortales sienes.